# Chelostoma incisulum
Chelostoma incisulum là một loài Hymenoptera trong họ Megachilidae. Loài này được Michener mô tả khoa học năm 1938.